# Neurocordulia molesta
Neurocordulia molesta är en trollsländeart som först beskrevs av Walsh 1863.  Neurocordulia molesta ingår i släktet Neurocordulia och familjen skimmertrollsländor. Inga underarter finns listade i Catalogue of Life.